# Институт электроэнергетики МЭИ
Институт Электроэнергетики (ИЭЭ) — высшее учебное заведение в Москве.

## История
Ранее именовавшийся Электроэнергетическим Факультетом (ЭЭФ) был основан в 1932 году наряду ещё с 5 факультетами вновь образовавшегося в 1930 году Московского Энергетического Института (МЭИ).

## Общая информация
В данный момент в Институте Электроэнергетики имеется 5 выпускающих кафедр: «Гидроэнергетика и возобновляемые источники энергии» (ГВИЭ), Релейной защиты и автоматизации энергетических систем (РЗиАЭ), Техники и электрофизики высоких напряжений (ТЭВН), Электрических станций (Эл.ст.) и Электроэнергетических систем (ЭЭС).

## Научная деятельность
Институт активно ведет научные исследования в следующих направлениях:
- управление электростанциями в нормальных и аварийных режимах;
- режимы основного электрооборудования электростанций и подстанций;
- короткие замыкания и переходные процессы в электроустановках;
- методы и средства повышения устойчивости энергосистем;
- надежность электроэнергетических систем;
- перенапряжения в электрических сетях и выбор средств защиты от них;
- исследование электрических разрядов в газах;
- молниезащита объектов электроэнергетики, промышленности и транспорта;
- электромагнитная совместимость объектов электроэнергетики;
- экологические проблемы электроэнергетики;
- микропроцессорные системы релейной защиты, управления и контроля объектов электроэнергетики;
- комплексные методы определения мест повреждения линий передач;
- обоснование параметров энергоустановок и комплексов на базе нетрадиционных источников энергии;
- экологические аспекты использования нетрадиционных источников энергии;
- оптимальное управление каскадами гидроэлектростанций;
- сейсмическая безопасность гидротехнических сооружений;
- исследование уравнений с частными производными; ветвящиеся процессы в случайных средах;

## Профили образования
- Высоковольтная электроэнергетика и электротехника
- Менеджмент организации
- Нетрадиционные и возобновляемые источники энергии
- Гидроэлектростанции
- Релейная защита и автоматизация электроэнергетических систем
- Электрические станции
- Электроснабжение
- Электроэнергетика
- Электроэнергетические системы и сети